# 马修·贝尔

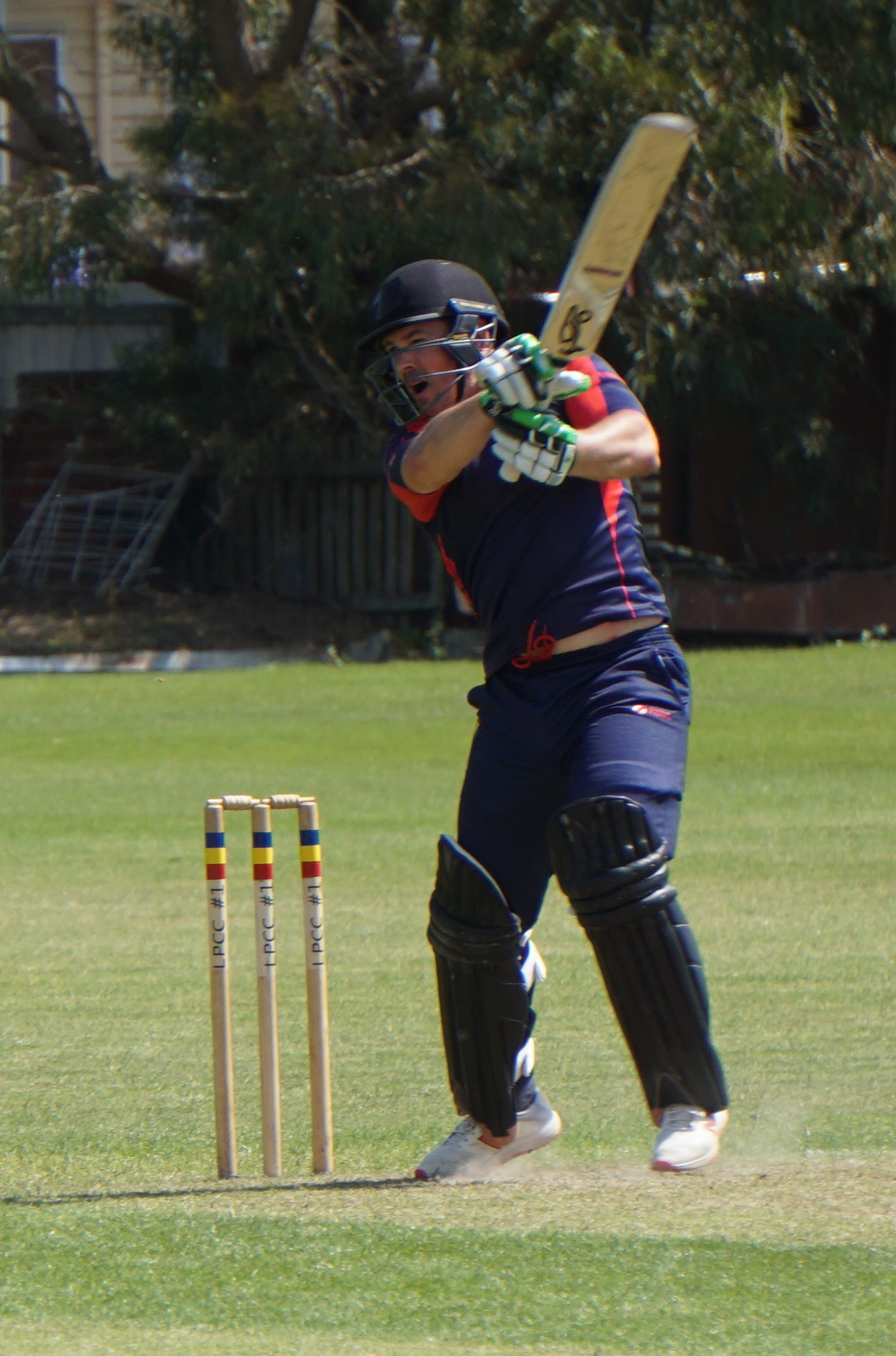

马修·贝尔（英語：Matthew Bell，1977年2月25日—），新西兰前男子板球运动员。他曾代表新西兰国家队参加1998年英联邦运动会板球比赛，获得一枚铜牌。